# Рекреаційний туризм

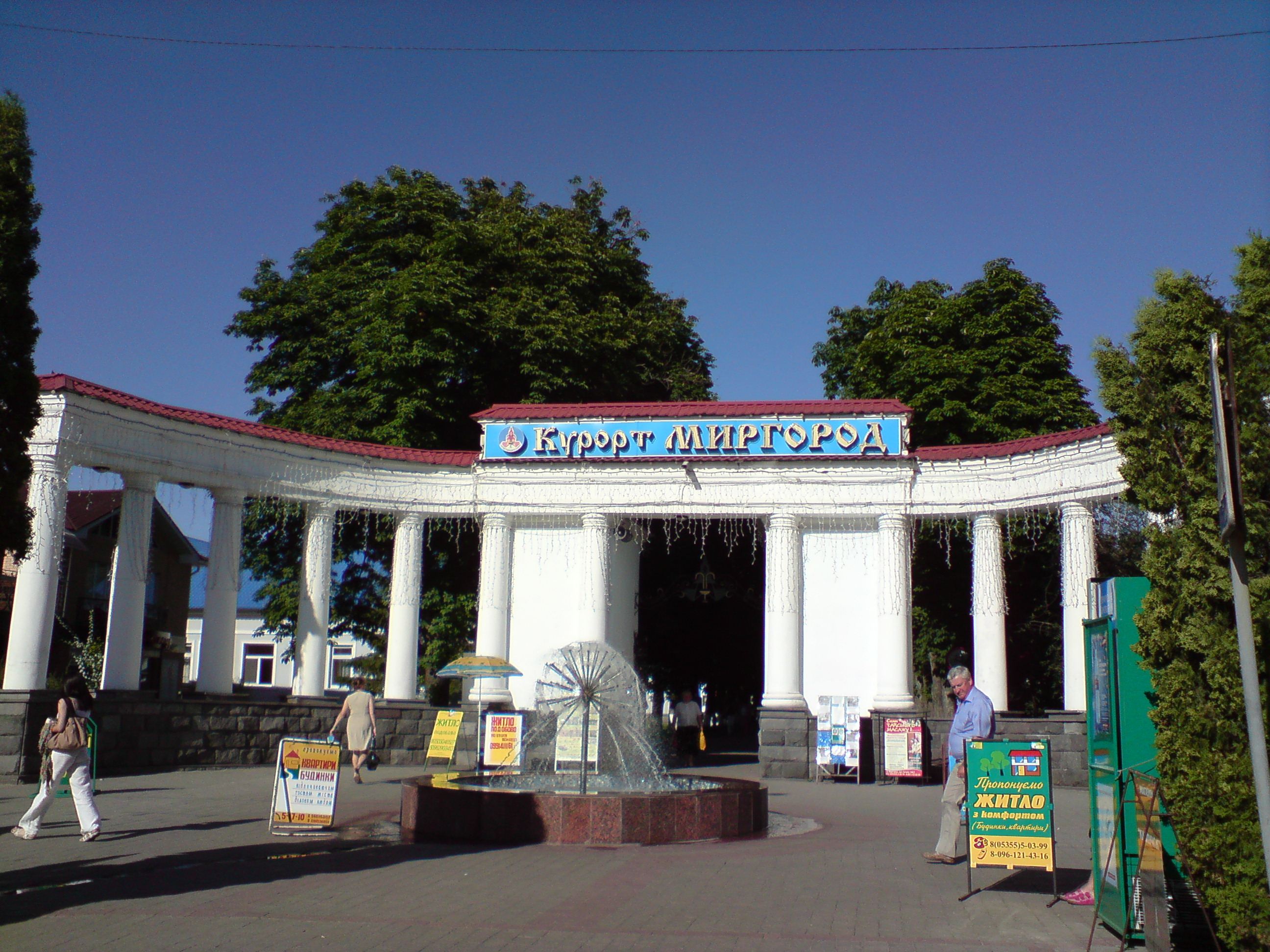
Курорт Миргород

Рекреаційний туризм — це індустрія відновлення духовних, фізичних, моральних, етичних сил передбачає широкі можливості для надання послуг. Рекреація, від латинського «recreatio», означає відновлення.
Індустрія відновлення духовних, фізичних, моральних, етичних сил передбачає широкі можливості для надання послуг, коли людина вибирає, а професіонали підказують, в якому напрямку краще всього провести відновлення і, головне, здійснюють його. Індустрія рекреології є з одного боку відомим словосполученням, а з іншого - постійно наповнюється новим змістом.
У загальному вигляді структурно рекреаційну систему можна представити наступними функціональними підсистемами (за типом рекреаційної діяльності):
- пізнавальний, спортивний, оздоровчий туризм, у тому числі лікування в санаторіях;
- готельні послуги та проживання;
- організація харчування;
- інформаційна та рекламна підтримка.

Рекреаційна система - це регіон, що інтегрує характеристики суспільства, населення, медицини, біології та економіки. Виходячи з цих характеристик, при вирішенні питань природокористування з метою курортно-оздоровчого розвитку на перше місце постає оцінка рекреаційного потенціалу території, що визначається як взаємодія біокліматичних, територіальних, природних і гідромінеральних ресурсів території.
Оцінка рекреаційного потенціалу території базується на послідовному аналізі характеристик усіх її елементів. Ці функції поділяються на три основні розділи:
- медицина та біологія;
- психологічна естетика;
- функціональність та економічність.

Кожен блок містить такі показники, як активність, забруднення важкими металами, кількість опадів та енергетична безпека.
Оцінюються всі види літнього та зимового відпочинку, в тому числі три:
- пізнання;
- спортивний;
- здоровий.

Відпочинковий туризм вважається формою активного туризму в рамках спортивного дозвілля, з певними обмеженнями фізичних навантажень.

## Види рекреаційного туризму
Сукупність соціальних, економічних, медико-біологічних, демографічних тощо характеристик регіону є рекреаційною системою. Рекреаційний туризм поділяється на медичний туризм і відпочинковий туризм. Ці підвиди доповнюють один одного. Відпочинкові та оздоровчі потреби можуть бути задоволені в загально-спеціалізованих рекреаційних закладах, а лікувальні – у спеціалізованих курортних закладах. У лікувальному туризмі використовуються елементи активного відпочинку, а в рекреаційно-оздоровчому - лікувальні процедури. Основну роль у відпочинковому туризмі займає медичний (відпочинково-лікувальний або лікувально-оздоровчий) туризм, який є традиційним туризмом, що розвивається в районах з відповідним кліматом і багатими лікувальними ресурсами або в районах, де технологія лікування певних захворювань є незрілою.
Значення медичного туризму в сучасних умовах зростає. Тому що на здоров'я людей негативно впливає прискорений темп життя, з супутніми стресовими ситуаціями, насиченим потоком інформації, несприятливою екологічною обстановкою.
Подорожі з лікувально-оздоровчою метою відомі ще з часів Стародавньої Греції та Риму. У середні віки вони мали місце серед заможних європейців. Вже в 19 ст. поїздки на курорти стали популярними не тільки з лікувальною, а й з оздоровчою метою. На початку XXI ст. особливості медичного туризму включають:
- Потрібне тривале лікування на курорті, а ефект одужання очевидний після трьох тижнів перебування.
- Висока вартість медичного туризму свідчить про заможність клієнта.
- Люди похилого віку мають перевагу. Однак останнім часом їх склад активно омолоджується, причому не тільки в лікуванні конкретних захворювань, але і в профілактиці здоров'я - відновлюють сили, знімають стрес. Для цього найчастіше використовуються змішані курорти.

## Цілі рекреаційного туризму
Відпочинок, фізичне та інтелектуальне омолодження людей є однією з головних цілей туризму. Завдяки фінансовим багатствам народів, оплачуваним відпусткам з роботи, розвитку транспорту і виробництва, підвищенню купівельної спроможності споживачів рекреаційний туризм зробили масовим явищем. Його рушійною силою – для зняття цивілізаційної напруги – є активний відпочинок, створення добробуту, відновлення працездатності, збереження і поліпшення свого здоров'я. Він включає в себе різноманітні туристичні заходи, починаючи від знайомства з далекими та екзотичними місцями або насолоджуючись морським відпочинком та беручи участь у культурних програмах та різноманітних видах розваг. Рекреаційний туризм поділяє багато характеристик з оздоровчим та медичним туризмом, а також з оздоровчим туризмом.
Якісне проведення часу під час подорожей є важливим для спортивних туристів. Основними цілями рекреаційного туризму є активна участь у якомусь виді рекреаційної діяльності, або, участь у спортивному чи культурному заході в якості глядача (похід на виставу в театр). Інтелектуально-рекреаційна діяльність також реалізується в рамках туризму. Прикладом є відвідування замків, музеїв народного мистецтва. Гастрономія також важлива з цієї точки зору. Під відпочинком туристів в першу чергу маються на увазі рекреаційні заходи, що проводяться мандрівниками. Вони можуть використовувати ті рекреаційні можливості, які пропонує природне або антропогенне середовище свого призначення.

## Рекреаційні ресурси
Рекреаційні ресурси — системи природних і створених людиною об'єктів, здатних задовольнити дозвілля відвідувачів. Існує також набір об'єктів, на яких можуть створюватися турпродукти, тобто тури, що продаються туристам. Як видно, рекреаційні ресурси є основою рекреаційного туризму. Існують великі категорії розважальних ресурсів, до них відносяться:
- природні об'єкти (ліси, океани, гори, вода, луки);
- штучні об'єкти (архітектурні пам'ятки та комплекси, культурно-історичні комплекси, міста та комплекси з пам'ятниками, курорти, культові та релігійні об'єкти, старожитності, а також заходи будь-якого характеру, включаючи спортивні).

Таким чином, розважальні ресурси включають в себе багато різних об'єктів з різним потенціалом. Існує також поділ ресурсів на рухомі та нерухомі, відновлювані та невідновлювані.
Рекреаційні ресурси характеризуються такими особливостями, як:
- неоднорідність якості;
- вичерпаність і поновлюваність;
- обмеженість одночасного використання.

## Активні рекреаційні заходи в Україні
Спортивний туризм є одним із видів активного дозвілля. Це пов'язано зі спортивною культурою, виховними методами. Карпати є одним із найбагатших на природні та лікувальні ресурси регіонів України. Природа Карпат дуже різноманітна. Тут росте понад 2000 видів рослин. Вершини покриті снігом близько 5 місяців на рік. Практично в кожному регіоні є можливості для катання на лижах і сноубордах.
У будь-яку пору року відпочиваючі знайдуть для себе заняття на будь-який смак. Зимовий відпочинок — катання на санках, гірських лижах, бігових лижах. Влітку – прогулянки луками, купання в гірських річках.
На території Карпат є багато джерел мінеральних вод. Туристи приїжджають сюди, щоб відпочити, підлікуватися та оздоровитися. Особлива увага акцентована на чистоту і здоров'я повітря, в якому багато озону і слабкий аромат хвойного листя. У районі розташовані численні будинки престарілих, які спеціалізуються на лікуванні респіраторних захворювань. Нині в Карпатах відомо понад 400 джерел мінеральних вод. До них належать природні мінеральні джерела та свердловини з мінеральними водами різного хімічного складу. Найбільш багатими мінеральними водами є Свалявський, Рахівський, Хустський, Великоберезнянський і Тячівський райони.
Яремче - один з найбільш відомих кліматичних курортів Карпат, самий прекрасний куточок цих гір. Розташований в мальовничій долині річки Прут, місто чарує своєю красою. Яремче славиться своїми пам'ятниками архітектури. Але найвідоміша пам'ятка - водоспад "Гук" у місцевому парку. Курорт славиться не тільки мальовничими ландшафтами, а й розвиненою інфраструктурою, гуцульським колоритом і сучасними готельними комплексами. Надає унікальну можливість поєднувати гірські лижі з пізнавальними екскурсіями в Манявський скит, Коломию, Верховину і до вольєрів з тваринами Карпатського національного парку.
Туристичний комплекс "Буковель" знаходиться біля підніжжя однойменної гори в селі Поляниця за 110 км. від м. Івано-Франківська. Завдяки вдалому розташуванню й унікальним кліматичним умовам, сніг у Буковелі випадає рано і у великій кількості, що в поєднанні з раціональною та ефективною роботою по снігонапиленню та підготовці трас забезпечує прекрасне сніжне покриття, яке зберігається з листопада до середини травня.

## Перспективи розвитку туристично-рекреаційної індустрії в Україні
Україна володіє деякими сильними сторонами, такими як величезний рекреаційний потенціал, необхідністю розвитку рекреаційної діяльності. Близьке розташування з розвиненими країнами дає можливість Україні залучити іноземні інвестиції. Але в той же час, в Україні існує застарілі рекреаційні комплекси та недостатнє фінансування туристично-рекреаційної галузі. Іноді спостерігається дорожнеча такого виду відпочинку. Україна - це величезний рекреаційний комплекс, для розвитку якого необхідно створити інформаційно-рекламну систему, налагодити випуск високоякісної продукції та спеціалізованих туристичних видань.
Так як в Україні мають відмінні можливості для пішохідного, гірського а також альпінізму, скелелазіння. Їм сприяє досить сприятливий клімат і рельєф. Україні просто необхідно співпрацювати з іноземними туристичними компаніями та іншими організаціями. Участі у виставках, конференціях і ярмарках з туризму могли б сприяти розширенню взаємозв'язків з такими організаціями. Але при цьому, не варто забувати про підтримання високої якості, пропонованого нами продукту, який повинен відповідати всім вимогам туристичного ринку і створенні позитивного іміджу.

## Відомі світові курорти
Медичний туризм стає все більш популярним. Відомі курорти Німеччини, Австрії, Швейцарії, Чехії, Словаччини. Зростає популярність місць відпочинку в Угорщині, Польщі, Болгарії, Румунії, Хорватії, Словенії. Медичний туризм розвивається в країнах Балтії, Україні та Російській Федерації.
У Німеччині налічується більше 500 різних курортів і регіонів відпочинку. Вони поширені по всій країні, але найбільше зосереджені в Альпах, долинах Рейну та Майну, верхньому середньому та верхньому Везері, Саксонській Швейцарії та на узбережжі Балтійського та Північного морів. До всесвітньо відомих курортів відносяться Баден-Баден (його також називають «літньою столицею Європи»), Вісбаден, Аахен, Баден-Кронінген, Оберст-Дорф, Баренвайлер, Баден-Шанглао та ін.
Австрія належить до найпопулярніших туристичних країн світу. Лікувальний туризм дуже розвинутий в Альпах, які займають більшу частину країни. Найвідоміші бальнеологічні курорти Бад-Гастайн у долині р. Гастайн (земля Зальцбург), а також Бад-Кляйнкірхайм, знаний також як гірськолижний. У Верхній Австрії розташований курорт Бадхаль. Він використовує для лікування йодисту ропу з природних джерел. Популярний у Європі бальнеологічний курорт Бад-Глейхенберг, а також курорт Баден, розташований на східній окраїні Віденського лісу, що має репутацію оздоровчого курорту.
Швейцарія має десятки гірських, кліматичних і бальнеологічних курортів, рівномірно розміщених на території країни. Найбільші та найстаріші бальнеологічні курорти - Баден, Бад-Рагац, гірськокліматичні - Ароза, Давос,
Санкт-Моріц, Церматт і відомий фітотерапевтичний центр Кран-Монтана.
У Чехії найвідоміша чеська оздоровниця в Карлових Варах. Курортне лікування тут розпочалося ще в XV ст. Неподалік розташовані також знамениті курорти Франтіш-кове Лазне та Маріанське Лазне. У районі Рудних гір розташовані десятки кліматичних і бальнеологічних курортів (Бад-Ельстер, Бад-Бранбах із родоновими ваннами, Бад-Шандаута та інші). Усі вони належать до найвідоміших і найстаріших курортів світу.
На території Словаччини всесвітню славу мають бальнеологічні курорти в П'єштяни, Смрдаки, а також Тренчан-ске-Тепліце (південний захід Словаччини). До кліматичних курортів у Високих Татрах зараховують гірськоспортивний центр Штрбське-Плесо, а також курорти Татранська Ломниця, Старий-Смоковець, Новий-Смоковець, Горний-Смоковець, де лікують хронічні бронхіти й алергічні застуди. Важливий район лікувального туризму - Східна Словаччина. З-поміж бальнеологічних і кліматичних курортів виокремлюються Вишні Ружбахи і Штос.
Угорщина відома на європейському ринку лікувального туризму термальними водами її ще називають країною термальних лазень. Найвідоміші курорти з вуглекислими джерелами, якими користувалися давні римляни - Балатонфюред, розташований на березі озера Балатон та ін.
Гарячі води використовує бальнеокурорт Хевіз, розташований на березі однойменного озера, а також Залакарош.
Біля підніжжя Альп, поруч із австрійським кордоном, на березі озера Ферті знаходиться прадавнє курортне містечко Балф. Його джерела відомі з часів Римської імперії,
Польща вирізняється приморськими бальнеологічними та бальнеогрязевими курортами Свіноуйсьце, Камень-По-морскі, Колобжег і Сопот на узбережжі Балтійського моря. Серед гірських курортів відомі Шклярська-Поремба (Судети). Перлиною польських курортів є Криниця - гірськокліматичний курорт на північно-західних схилах Сондецьких Бескидів (Західні Карпати). Лікувальними чинниками курорту є мікроклімат, мінеральні води та лікувальні грязі.
У Західній Європі славиться курорами Франція: Енген - термальний курорт; Ла-Бурбуль, Мон-Дор, Віші - всесвітньовідомі бальнеокурорти, розташовані в Центральному гірському масиві. Та чи не найбільшу славу мають південні береги Середземного моря - Французька Рів'єра (узбережжя від Марселя до кордону з Італією), де є відомі курорти Канни й Ніцца, Антиб, Сен-Тропез, Монте-Карло. Перспективні для розвитку рекреаційного туризму острів Корсика, береги якого з півночі омиває тепле Лігурійське море, гори Піренеї й, безумовно, Французькі Альпи із всесвітньо відомими гірськими курортами Шамоні, Гренобль, Евіан-ле-Бен і Тонон-ле-Бен.
На півдні Європи лікувально-оздоровчий туризм має курорти Італія, що розкинулися на Адріатичному узбережжі, так звана Адріатична Рів'єра з приморськими курортами Равенна, Червія, Чезенатіко, Ріміні, Каттоліка. На північному заході Італії розташована Лігурійська Рів'єра, що простягається від кордону з Францією до м. Піза з найвідомішими курортами Вентимілья, Бордіґера, Рапалло, Санта-Маргарета-Лігуре, Маріна-ді-Масса, Форте-ді-Мармі та ін. Широковідомі у світі лікувально-оздоровчі центри, які розкинулися на мальовничих озерах Ломбардії області (північ Італії) - Комо, Лугано, Лаго-Маджоре, Ізео, Гарда. Традиційними для оздоровлення вважають острови Сицилію та особливо Сардинію та Капрі.
В Іспанії найвідоміше середземноморське узбережжя, яке розподіляють на великі курортно-оздоровчі райони: Коста Брава (Скелястий Берег), Коста Дорада (Золотий Берег) і Коста дель Ассар (Берег помаранчевого кольору), а також Балеарські острови (Мальорка - відома передусім як традиційне місце відпочинку іспанського короля і членів його родини, Лонг-Біч, Менорка, Івіса та ін.).
Унікальними кліматичними умовами, які сприяють лікувально-оздоровчому туризму, вирізняються Канарські острови, розміщені в Атлантичному океані за 1500 км від Піренейського півострова.
Ще одна особливість характерна Іспанії: тут розташований найпівденніший із усіх європейських гірськолижних курортів - Сьєрра Невада за 32 км від м. Гренаде.
На Близькому Сході потоки туристів з лікувальною метою скеровують в Ізраїль до Мертвого Моря і до курортів Ейн-Бокек, Ейн-Геді, Неве-Захар тощо.
В Американському макрорегіоні лікувально-оздоровчий туризм найпопулярніший у Сіла. Основним типом Північноамериканських курортів є бальнеологічні, роззосереджені у багатьох штатах країни. Відомі курорти з використанням бальнеологічних ресурсів - Маммонт-Спрінґс, Гібер-Спрінгс на півдні США. Користуються популярністю кліматичні курорти Лонг-Бранч у передмісті Нью-Йорка, Хаттерас Бешар, Атлантик-Сіті на узбережжі Атлантичного океану, а також Маямі-Біч Холлівуд, Помпано-Біч у Флориді, а також Сан-Дієго і Санта-Крус, Монтерей, Лонг-Біч у Каліфорнії та ін.
У країнах Південної, Східної та Південно-Східної Азії лікувально-оздоровчий туризм не дуже розвинутий.
В Австралії бальнеологічні курорти розташовані на південному сході материка (курорти Дейлсфорд, Моркі, Спрінгвуд).
Африка має значні ресурси для розвитку лікувального туризму, але тут він перебуває на початковій стадії розвитку. Діють курорти, на узбережжі Індійського океану - в Кенії (Лапу, Кіпіні, Малінді, Кіліорі, Шаноні), зростає популярність курортів Північної Африки на середземноморському узбережжі - у Тунісі (курортний центр на о. Джерба і на південному сході курортний центр Габес), Марокко (Ес-Сувейра, Махаммедія) та ін.
Відпочинково-оздоровчий підвид рекреаційного туризму особливо популярний у світі під час купально-пляжного сезону.
Отже, рекреаційний туризм разом із його розгалуженням - лікувальним і відпочинково-оздоровчим туризмом - у сучасних умовах розвитку туризму найпоширеніший у світі.